# Schlacht bei Ötisheim

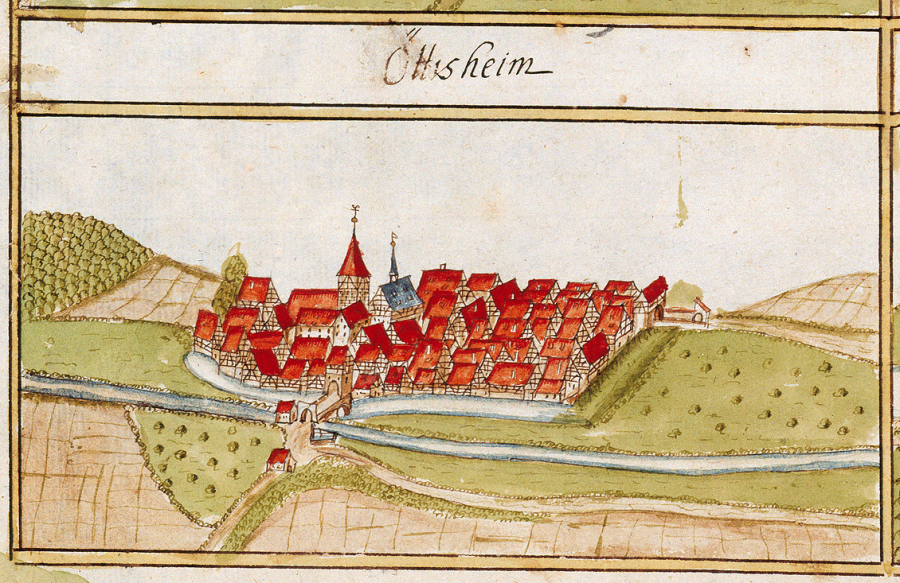
Ötisheim im Forstlagerbuch 1682 von Andreas Kieser

Die Schlacht bei Ötisheim fand am 17. Septemberjul. / 27. September 1692greg. in der Nähe von Ötisheim und dem Teilort Erlenbach statt. Die Reichsarmee flüchtete aufgrund der zahlenmäßig überlegenen Gegner, ohne dass es zu einem Kampf kam. Der Oberkommandant Friedrich Karl wurde mit anderen Offizieren gefangen genommen. Danach kam es bei mehreren Ortschaften zu Plünderungen und manche Orte wurden zum Teil niedergebrannt. Nach einem weiteren Einfall der Franzosen, 1693, baute man die Eppinger Linien.

## Vorgeschichte
Als der Landgraf Karl von Hessen und der Markgraf Christian Ernst von Brandenburg-Bayreuth am 2. September 1692 mit der gesamten Reichsarmee auf das linksrheinische Gebiet übersetzten und Ebernburg belagerten, wich Marschall de Lorge aus und setzte überraschend am 20. September über zur anderen Seite des Rheins, in dem er eine Brücke in der Nähe von Fort-Louis baute. Als der Markgraf Christian Ernst davon hörte, schickte er das Husarenregiment Collonitzsch, das bayreuthische und das württembergische Reiterregiment, als auch das Dragonerregiment Wartersleben los. Weiterhin schickte er noch 3 weitere Regimenter nach Bretten und entsandte 300 Mann der schwäbische Kreistruppen für die Verteidigung nach Pforzheim. Am 25. September bezogen die entsandten Regimenter in einer Stärke von etwa 6000 bis 8000 Mann zwischen Mühlacker und Ötisheim, entlang des Erlenbachs, ihr Quartier und unterstanden dem Befehl des Friedrich Karl (Württemberg-Winnental). Der rechte Flügel stand bei Ötisheim, der linke Flügel war Richtung Mühlacker und der Enz zugewandt und die Front war direkt am Erlenbach. Da dort der Boden sumpfig und uneben war, erhoffte man sich, dass die feindlichen Truppen beim Überqueren des Geländes Schwierigkeiten bekommen. Die Toreingänge von Ötisheim wurden mit Palisaden gesichert. Friedrich Karl bezog sein Quartier im Ötisheimer Pfleghof. In dieser Zeit war de Lorge in Wilferdingen angekommen und schickte General Chamilly mit einer Abteilung von 2000 Reitern und 1200 Infanteristen nach Pforzheim. Am 26. September verlangte Chamilly die Kapitulation von Pforzheim und die Stadt willigte ein. Am 27. September wendete die Hauptstreitmacht von de Lorge nach Kieselbronn um Richtung Ötisheim zu marschieren.

## Verlauf
Von den Geschehnissen in Pforzheim wusste Friedrich Karl nicht Bescheid. Am 27. September 1692 wurde Friedrich Karl von Württemberg durch seinen Oberstleutnant Mortan informiert, dass Pforzheim immer noch Widerstand leistete. Auch andere Kundschafter bestätigen dies, da sie selbst sahen und hörten wie Schüsse aus der Stadt und auf die Stadt abgefeuert wurden. Doch war dies eine Finte. De Lorge ließ ein paar Kanonen bei Pforzheim stehen und abfeuern, um die Truppen bei Ötisheim damit zu täuschen, dass weiterhin gekämpft wird. Auch wurden ein paar französischen Soldaten nicht geglaubt, welche man bei der Erkundung gefangen nahm und diese berichteten, dass das französische Heer auf dem Weg nach Ötisheim sei. Als ein Bauer später das Gleiche erzählte, dass ein Heer auf sie zukam, schickte man 2 Kavallerieeinheiten entgegen, um herauszufinden ob de Lorga sich näherte. Zuvor gab es schon ein Scharmützel zwischen französischen Dragoner und Husaren an der Stellung. Als man ihm bestätigte, dass ein großes Heer auf sie zukam, ordnete er sogleich den Rückzug an, da er kein großes Vertrauen zu seinen Regimenter hatte. Prinz Ludwig von Württemberg sollte mit dem linken Flügel vorausgehen, während er und sein General den Rückzug deckte. Als aber der Feind heranrückte, kam es zu einem ungeordneten Rückzug und Friedrich Karl konnte nur mit Mühe 2000 Mann zum Stehen bringen. Doch nach einer kurzen Zeit flohen sie, so dass die Franzosen ihn mit 2 Offizieren und 5 Dragoner gefangen nehmen konnten. Prinz Ludwig von Württemberg konnte der Gefangenschaft entgehen, weil sein türkischer Begleiter einen Franzosen tötete, welcher die Zügel des Pferdes vom Prinzen festhielt. Nach Angaben von Friedrich Karl sind 50 gefallen und 169 gefangen genommen worden, die Franzosen hingegen behaupteten, dass 900 gefallen und 500 gefangen worden sind. 7 oder 8 Tote gab es in ihren eigenen Reihen.

## Folgen

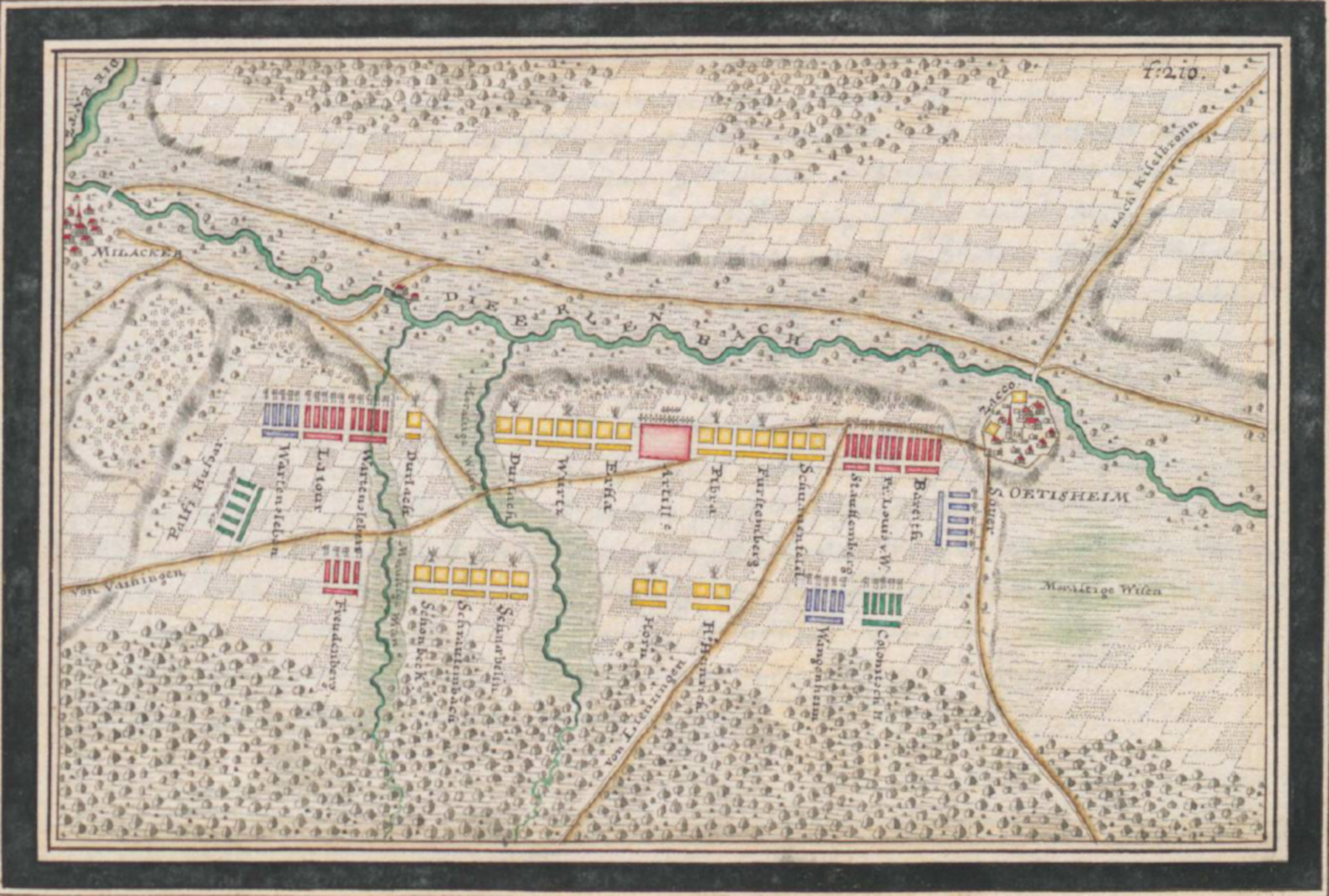
Truppenstellung der Reichsarmee zwischen Mühlacker und Ötisheim von 1693. Sie dürfte ähnlich der von 1662 gewesen sein.

Vermutlich lagerten die französischen Truppen nach der Schlacht an der alten Dürrmener Straße, da man dort etliche Hufeisen gefunden hat. Nicht weit davon, an der Gumpenäckerstraße, fand man 1984 in einem Meter Tiefe 4 Skelette, welche vermutlich gefallene französische Soldaten waren. Am nächsten Tag wurde Ötisheim geplündert und niedergebrannt. Am selbigen Tag wurden auch Knittlingen (am 4. Oktober niedergebrannt), Mühlacker, Illingen und Vaihingen an der Enz heimgesucht. Die fliehende Einwohner wurden eingefangen und ihrer Kleider entledigt, so dass sie nur noch ihr Hemd an hatten. In den Tagen vom 28. September bis zum 30. September wurde in Neuenbürg und Liebenzell geplündert, während man Calw und das Kloster Hirsau niederbrannte.
Nach Knittlingen brachten die Ötisheimer ihre Kirchenbücher, da man dachte, dass der eigene Ort niedergebrannt wird. Ironischerweise überlebten aber das Rathaus, die Kirche und der Pfleghof den Brand, während die Kirchenbücher in Knittlingen verbrannten. Insgesamt zerstörte man 98 Gebäude und von den 554 Einwohnern lebten im Winter 1692/1693 nur noch 30 Menschen im Ort. Christian Gottfried Nicolai (1732–1783) schrieb in Memorabilia Oetisheimensia:

„...viele gingen durch die Wuth der Feinde zu Grunde, viele kamen aus der Zerstreuung nicht wieder zurück, und die sich nach und nach sammeleten, fanden weder Unterschlauf noch Lebens-Mittel, ja nicht einmahl im Boden, davon künftiges Jahr eine Ernte wäre zu hoffen gewesen.“

Im Sommer 1693 kam es zu einem weiteren Einfall der Franzosen in den Kraichgau, Ötisheim und andere Dörfer wurden erneut geplündert. Und wiederum wurde das alte Quartier von 1692 neu bezogen, um die Franzosen aufzuhalten. Doch zu einer Schlacht kam es nicht mehr. Die Franzosen zogen sich zurück und man baute von 1695 bis 1697 die Eppinger Linien, wo auch die Ötisheimer Frondienst leisten mussten.